# 1700
1700（千七百、せんななひゃく）は自然数、また整数において、1699の次で1701の前の数である。

## 性質
- 1700は合成数であり、約数は1, 2, 4, 5, 10, 17, 20, 25, 34, 50, 68, 85, 100, 170, 340, 425, 850, 1700である。
  - 約数の和は3906。
- 17002 + 1 = 2890001であり、n 2 + 1 が素数になる184番目の数である。1つ前は1686、次は1716。(オンライン整数列大辞典の数列 A005574)
- 1700 = 22 + 202 + 362 = 42 + 282 + 302 = 62 + 82 + 402 = 102 + 242 + 322 = 122 + 202 + 342 = 202 + 202 + 302
  - 3つの平方数の和6通りで表せる142番目の数である。1つ前は1699、次は1704。(オンライン整数列大辞典の数列 A025326)
- 1700 = 22 + 202 + 362 = 42 + 282 + 302 = 62 + 82 + 402 = 102 + 242 + 322 = 122 + 202 + 342
  - 異なる3つの平方数の和5通りで表せる114番目の数である。1つ前は1699、次は1702。(オンライン整数列大辞典の数列 A025343)
- 1700 = 22 × 52 × 17
  - 3つの異なる素因数の積で p 2 × q 2 × r の形で表せる24番目の数である。1つ前は1692、次は1900。(オンライン整数列大辞典の数列 A179643)
- 1700 = 422 − 64
  - n = 42 のときの n 2 − 64 の値とみたとき1つ前は1617、次は1785。(オンライン整数列大辞典の数列 A098849)
- 約数の和が1700になる数は1個ある。(1699) 約数の和1個で表せる265番目の数である。1つ前は1698、次は1704。
- 各位の和が8になる81番目の数である。1つ前は1610、次は2006。

## その他 1700 に関連すること
- 1700年
- 1700系 - 1700系、または1700形と呼ばれる鉄道車両の形式。